# تاریخ الفی

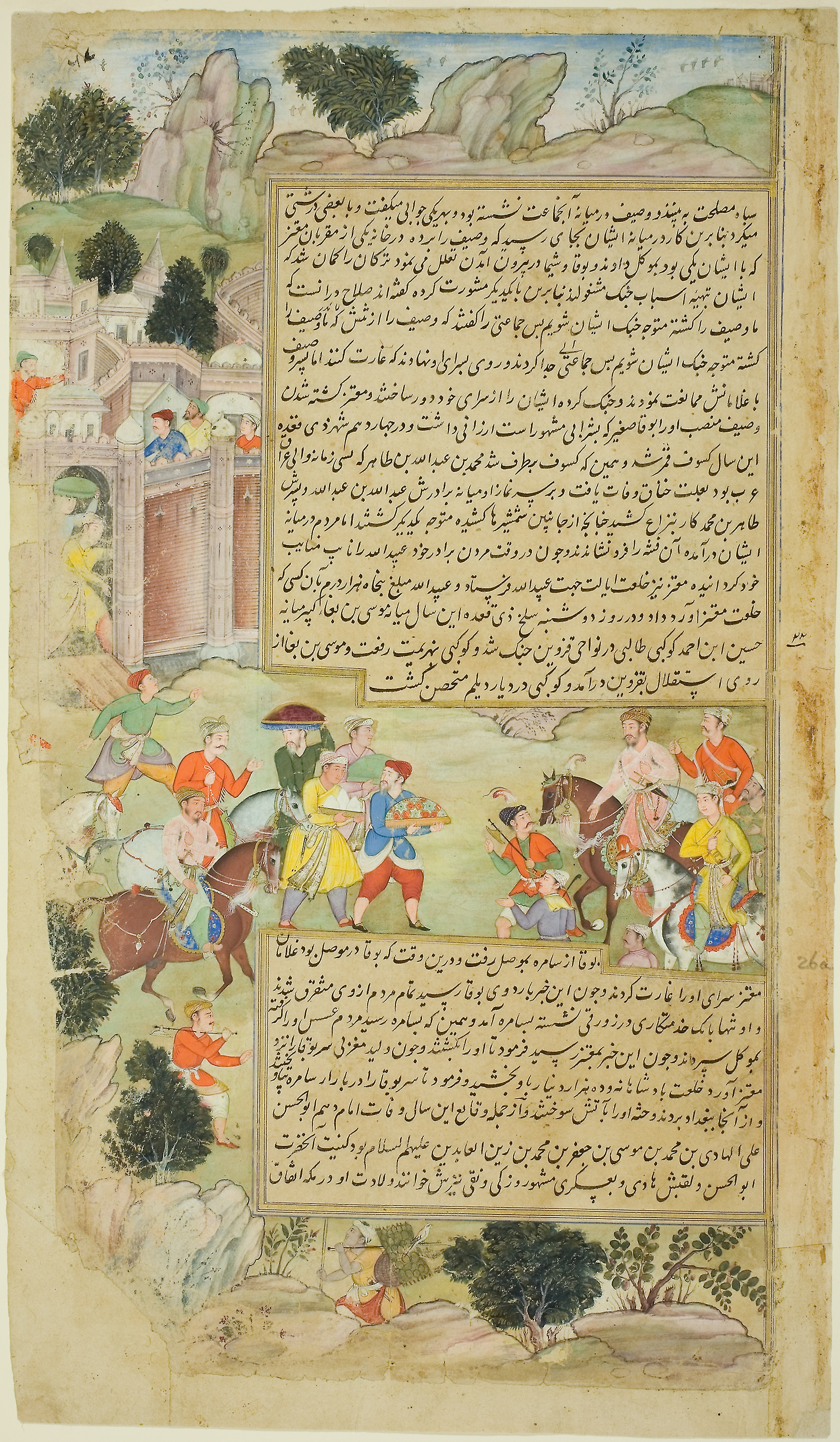
برگی از کتاب تاریخ الفی

تاریخ الفی کتابی معروف در تاریخ هزارساله سرزمین‌های اسلامی به فارسی است که توسط هیئتی از نویسندگان در زمان اکبرشاه بابری سومین پادشاه تیموری هند نگاشته شده‌است. و یکی از مهم‌ترین منابع تاریخ اسلام است. این کتاب را دانشنامه‌ای از تاریخ هزار ساله اسلام خوانده‌اند و صفت هزار ساله اش هم حاکی از وجه تسمیه الفی است. این کتاب به تاریخ اسلام از درگذشت محمد بن عبدالله پیامبر مسلمانان تا سال ۱۰۰۰ هجری قمری می‌پردازد.

## تاریخچه
درباره چگونگی تألیف تاریخ الفی، عبدالقادر بداؤنی مصحح آن در منتخب التواریخ آورده‌است که بر اساس گزارش او اکبرشاه پادشاه بابری هند (در ۹۹۰ هجری قمری) گروهی از دانشمندان و مورخان را مأمور کرد که کتابی در تاریخ عمومی جهان اسلام از رحلت پیامبر اسلام تا پایان هزاره نخست هجرت تألیف کنند. نگارش این کتاب در ۹۹۳ شروع شد و پس از پایان تألیف آن را الفی نامیدند.
اکبرشاه در آغاز، هفت تن را به نگارش تاریخ الفی مأمور کرد که عبارت‌اند از:
غیاث‌الدین نقیب خان قزوینی، میرفتح‌الله شیرازی، حکیم همام گیلانی، حکیم علی گیلانی، ابراهیم سرهندی، میرزا نظام‌الدین احمد هروی و عبدالقادر بداؤنی. اعضای این هیئت از شخصیت‌های علمی و سیاسی عصر خود محسوب می‌شدند و برخی از آنان از ایران به هند مهاجرت کرده بودند و از پیروان مذاهب مختلف اسلامی بودند.
آنها پس از مشاجراتی که بر سر مسائل شیعی و سنی در ضمن روایت تاریخ صدر اسلام و مسائل خلافت پیدا کردند ادامه کار نگارش را به احمد بن نصرالله تتوی محول کردند. تتوی نسبت به بقیه نویسندگان بخش بیشتری از تاریخ هشت جلدی را نوشت. پس از تتوی نگارش بقیه اثر به آصف خان قزوینی محول شد. وی پس از تتوی بیشترین بخش تاریخ الفی را نوشته است. آصف خان حوادث تاریخی را تا ۹۹۷ به تفصیل ثبت کرد. سرانجام در سال ۱۰۰۰ کار مقابله و تصحیح این اثر به عهده عبدالقادر بداؤنی نهاده شد. او در طی یک سال، دو مجلد اول را تصحیح نمود و تصحیح مجلد سوم را به آصف خان واگذار کرد. پس از تکمیل شدن کتاب ابوالفضل علامی بر آن مقدمه نوشت.